# Bitou Local Municipality
Bitou Local Municipality ist eine Lokalgemeinde im Distrikt Garden Route der südafrikanischen Provinz Westkap. Der Sitz der Gemeindeverwaltung befindet sich in Plettenberg Bay. Bürgermeister ist Peter Lobese.

## Städte und Orte
- Bossiesgerf
- Die Brakke
- Keurboomstrand
- Kranshoek
- Kurland
- Kwanokuthula
- Nature’s Valley
- New Horizons
- Platbos
- Plettenberg Bay
- Wittedrif

## Bevölkerung
Gemäß der Volkszählung im Jahr 2011 betrug die Einwohnerzahl 49.162 in 16.645 Haushalten auf einer Gesamtfläche von 992 km². Davon waren 45,2 % schwarz, 31,2 % Coloured und 16,9 % weiß. Gesprochen wurde zu 42,3 % Afrikaans, zu 37 % isiXhosa und zu 13 % Englisch.